# LOCC

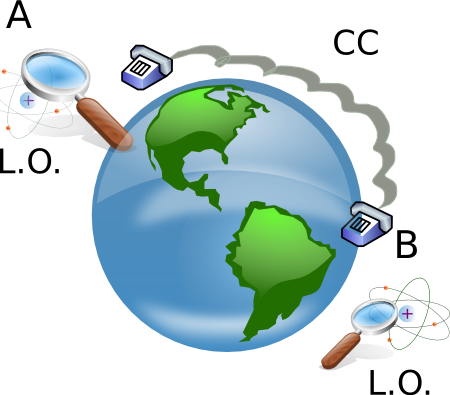
Paradigma LOCC: les parts no poden intercanviar partícules de manera coherent. Només es permeten operacions locals i comunicació clàssica

LOCC, o operacions locals i comunicació clàssica, és un mètode de la teoria de la informació quàntica on es realitza una operació local (producte) en una part del sistema, i on el resultat d'aquesta operació es "comunica" clàssicament a una altra part on normalment una altra operació es realitza condicionada a la informació rebuda.

## Propietats matemàtiques
La definició formal del conjunt d'operacions LOCC és complicada pel fet que les operacions locals posteriors depenen en general de tota la comunicació clàssica anterior i pel nombre il·limitat de rondes de comunicació. Per a qualsevol nombre finit {\displaystyle r\geq 1} es pot definir {\displaystyle \operatorname {LOCC} _{r}}, el conjunt d'operacions LOCC que es poden aconseguir amb {\displaystyle r} cicles de comunicació clàssica. El conjunt es fa estrictament més gran cada cop {\displaystyle r} augmenta i s'ha de tenir cura de definir el límit d'infinites rondes. En particular, el conjunt LOCC no està topològicament tancat, és a dir, hi ha operacions quàntiques que es poden aproximar arbitràriament amb LOCC però que no són elles mateixes LOCC.
Un LOCC d'una ronda {\displaystyle \operatorname {LOCC} _{1}} és un instrument quàntic {\displaystyle \left\{{\mathcal {E}}_{x}\right\}}, per als quals els mapes completament positius (CPM) no creixen {\displaystyle {\mathcal {E}}_{x}} són locals per a tots els resultats de mesura {\displaystyle x}, és a dir, {\displaystyle {\mathcal {E}}_{x}=\bigotimes _{j}({\cal {E}}_{x}^{j})} i hi ha un lloc {\displaystyle j=K} tal que només a {\displaystyle K} el mapa {\displaystyle {\mathcal {E}}_{x}^{K}}{\displaystyle {\mathcal {E}}_{x}=\bigotimes _{j\not =K}({\cal {T_{j}^{x}}})\otimes {\cal {E}}_{K}} no conserva traces. Això significa que l'instrument pot ser realitzat pel partit al lloc {\displaystyle K} aplicant l'instrument (local). {\displaystyle \left\{{\mathcal {E}}_{x}^{K}\right\}} i comunicant el resultat clàssic {\displaystyle x} a totes les altres parts, que després realitzen cadascuna (condicionat a {\displaystyle x} ) operacions quàntiques locals (deterministes) de preservació de traces {\displaystyle {\cal {T}}_{x}^{j}}.
Aleshores {\displaystyle \operatorname {LOCC} _{r}} es defineixen recursivament com aquelles operacions que es poden realitzar seguint una operació {\displaystyle \operatorname {LOCC} _{r-1}} amb una {\displaystyle \operatorname {LOCC} _{1}} -operació. Aquí es permet que el partit que faci les operacions de seguiment depengui del resultat de les rondes anteriors. A més, també permetem el "gran gruixut", és a dir, descartant part de la informació clàssica codificada en els resultats de mesura (de totes les rondes).
La unió de tots {\displaystyle \operatorname {LOCC} _{r}} operacions es denota per {\displaystyle \operatorname {LOCC} _{\mathbb {N} }} i conté instruments que es poden aproximar cada cop millor amb més rondes LOCC. El seu tancament topològic {\displaystyle {\overline {\operatorname {LOCC} }}_{\mathbb {N} }} conté totes aquestes operacions.
Es pot demostrar que tots aquests conjunts són diferents:
{\displaystyle \operatorname {LOCC} _{r}\subset \operatorname {LOCC} _{r+1}\subset \operatorname {LOCC} _{\mathbb {N} }\subset {\overline {\operatorname {LOCC} }}_{\mathbb {N} }}
El conjunt de totes les operacions LOCC està contingut en el conjunt {\displaystyle \operatorname {SEP} } de totes les operacions separables. {\displaystyle \operatorname {SEP} } conté totes les operacions que es poden escriure amb operadors Kraus que tenen tota la forma del producte, és a dir,
{\displaystyle {\cal {E}}(\rho )=\sum _{l}K_{1}^{l}\otimes K_{2}^{l}\dots \otimes K_{N}\rho (K_{1}^{l}\otimes K_{2}^{l}\dots \otimes K_{N})^{\dagger },}
amb {\displaystyle \sum _{l}K_{1}^{l}\otimes K_{2}^{l}\dots \otimes K_{N}(K_{1}^{l}\otimes K_{2}^{l}\dots \otimes K_{N})^{\dagger }=1}. No hi ha totes les operacions {\displaystyle \operatorname {SEP} } són LOCC,
{\displaystyle {\overline {\operatorname {LOCC} }}_{\mathbb {N} }\subset \operatorname {SEP} ,}
és a dir, hi ha exemples que no es poden implementar localment fins i tot amb rondes infinites de comunicació.
LOCC són les "operacions lliures" en les teories de recursos de l'entrellat: l'entrellat no es pot produir a partir d'estats separables amb LOCC i si les parts locals, a més de poder realitzar totes les operacions LOCC, també disposen d'alguns estats entrellaçats, poden adonar-se de més. operacions que només amb LOCC.

## Exemples
es operacions LOCC són útils per a la preparació d'estats, la discriminació d'estats i les transformacions d'entrellaçament.

### Preparació de l'estat
Alice i Bob reben un sistema quàntic en estat de producte {\displaystyle |00\rangle =|0\rangle _{A}\otimes |0\rangle _{B}}. La seva tasca és produir l'estat separable {\displaystyle \rho ={\frac {1}{2}}|00\rangle \langle 00|+{\frac {1}{2}}|11\rangle \langle 11|}. Només amb operacions locals això no es pot aconseguir, ja que no poden produir les correlacions (clàssiques) presents a {\displaystyle \rho }. Tanmateix, amb LOCC (amb una ronda de comunicació) {\displaystyle \rho } es pot preparar: l'Alice llança una moneda imparcial (que mostra cap o cua cadascun amb un 50% de probabilitat) i gira el qubit (per {\displaystyle |1\rangle _{A}} ) si la moneda mostra "cues", en cas contrari es deixa sense canvis. A continuació, envia el resultat de la moneda-flip (informació clàssica) a Bob que també gira el seu qubit si rep el missatge "cues". L'estat resultant és {\displaystyle \rho }. En general, tots els estats separables (i només aquests) es poden preparar a partir dels estats d'un producte només amb operacions LOCC.